# Treurenbergpoort

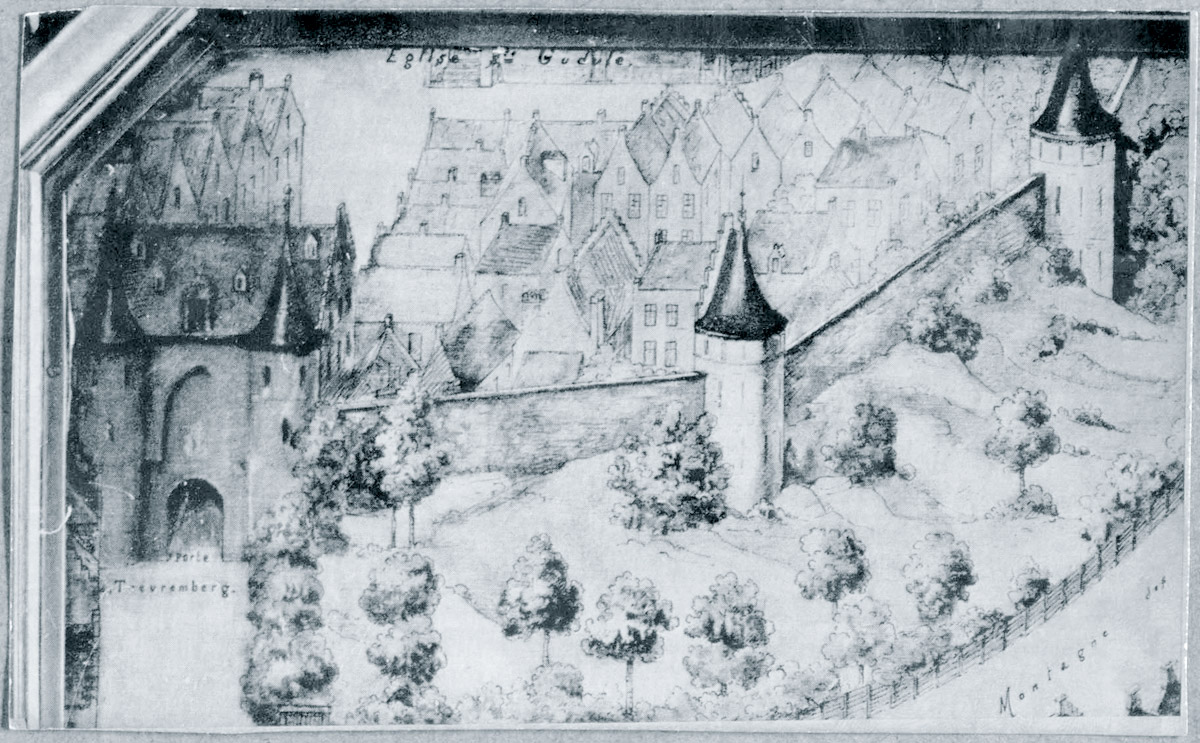
Weergave van de Treurenbergpoort door François Stroobant (1857)

De Treurenbergpoort was een stadspoort op de eerste stadsmuur van Brussel.
Aanvankelijk was ze bekend als de Sint-Goedelepoort (eerste vermeldingen in de jaren 1260). Nadat de poort in de tweede helft van de 16e eeuw als hertogelijke gevangenis ging fungeren, kreeg ze de benaming Treurenbergpoort, een verwijzing naar de treurende gevangenen van wie de kreten naar verluidt tot buiten te horen waren. In 1567 is er een eerste vermelding van de Treurenborgh (Latijn: Arces Gemitus). In die jaren wachtten vele van ketterij verdachte personen in de Treurenberggevangenis hun proces af, onder wie burgemeester Antoon van Stralen en Anna Utenhoven, de laatste protestantse martelares.
In 1773 werd de cipier Laurent Joseph Bayez ontslagen na een proces voor de Raad van Brabant. Onder zijn schrikbewind waren verschillende gevangenen ontsnapt.
Voorbij de poort splitste de weg zich in een baan naar Leuven en een andere naar Schaarbeek. De Treurenbergpoort werd afgebroken in 1760. Ze stond in het midden van de huidige straat, ter hoogte van nummer 14 (kruispunt met de Jonkersstraat).

## Voetnoten
1. ↑  Bram Vannieuwenhuyze, Brussel, de ontwikkeling van een middeleeuwse stedelijke ruimte, Proefschrift Geschiedenis, Universiteit Gent, 2008, p. 302-340 - Lees op UGent
2. ↑  Alexandre Henne en Alphonse Wauters, Histoire de la ville de Bruxelles, vol. III, 1845, p. 335